# Liste der Pfarrer an der Marktkirche Unser Lieben Frauen

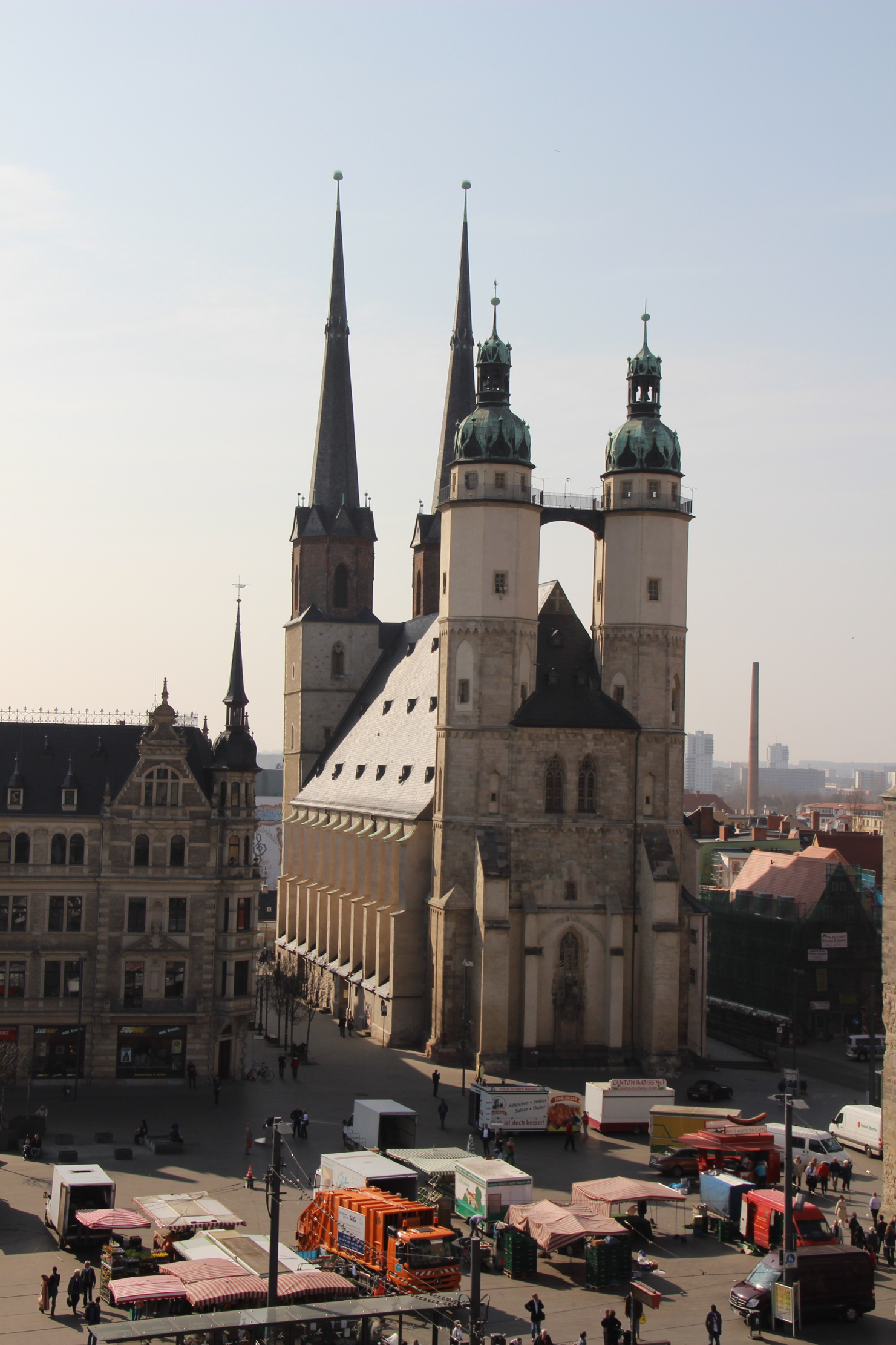
Die Marktkirche Unser Lieben Frauen in Halle (Saale)

Die Liste der Pfarrer an der Marktkirche Unser Lieben Frauen enthält die Namen der Oberpfarrer und Pfarrer an der Marktkirche Unser Lieben Frauen in Halle an der Saale von der Einweihung der Kirche 1541, gleichzeitig die Einführung der Reformation in Halle, bis 1926.
1923, nach dem Inkrafttreten der neuen Verfassung der Kirche der Altpreußischen Union, wurde die Funktion des Oberpfarrers obsolet. Die Geschäftsführung wird seit 1925 von Gemeindepfarrern wahrgenommen. Der letzte Oberpfarrer Johannes Fritze durfte laut Gemeindekirchenbeschluss die Amtsbezeichnung bis zum Ende der Amtszeit führen.

## Oberpfarrer
- Justus Jonas der Ältere, 1541–1547
- Sebastian Boetius, 1547–1573
- Lucas Maius, 1575–1579
- Johannes Olearius, 1581–1623
- Andreas Merck, 1623–1640
- Arnold Mengering, 1640–1647
- Gottfried Olearius, 1647–1685
- Johann Christian Olearius, 1685–1699
- Wolfgang Melchior Stisser, 1699–1709
- Johann Michael Heineccius, 1709–1722
- Johann Georg Franck, 1722–1747
- Georg Ludwig Herrnschmidt, 1747–1756
- Friedrich Eberhard Rambach, 1756–1766
- Carl Tobias Jetzke, 1767–1785
- Georg Christian Erhard Westphal, 1785–1808
- Heinrich Balthasar Wagnitz, 1809–1834
- Fürchtegott Christian Fulda, 1834–1844
- Carl Christian Leberecht Franke, 1844–1876
- Hermann Ludwig Dryander, 1876–1880
- Franz Theodor Förster, 1880–1898
- Paul Martin Theodor Schmidt, 1899–1918
- Paul August Friedrich Jahr, 1919–1921
- Arnold Paul Wilhelm Knoblauch, 1923–1925
- Johannes Fritze, 1925–1939

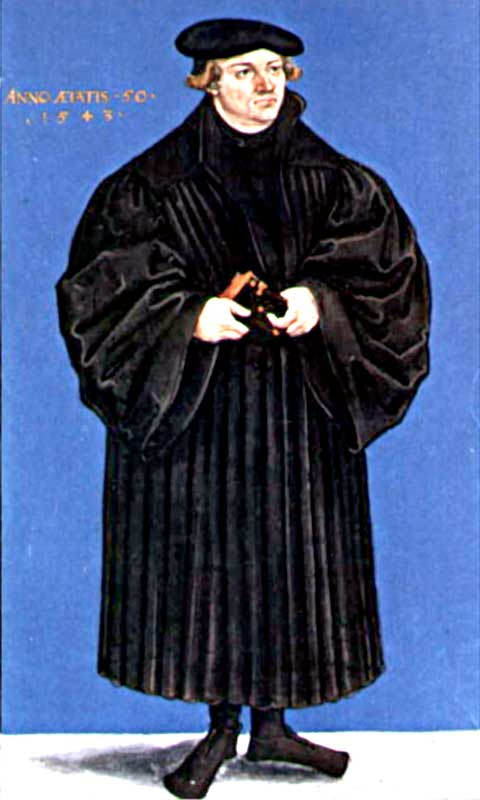
Justus Jonas der Ältere
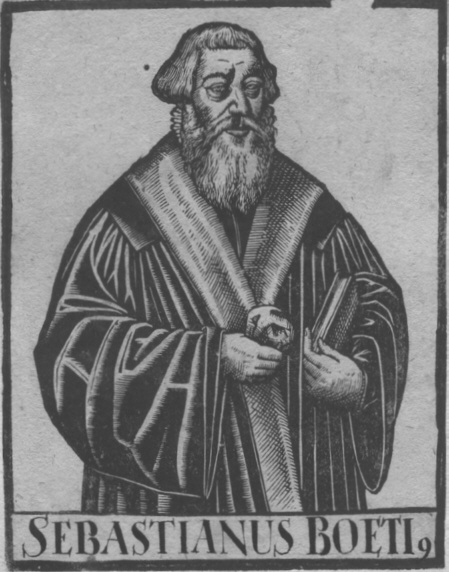
Sebastian Boetius
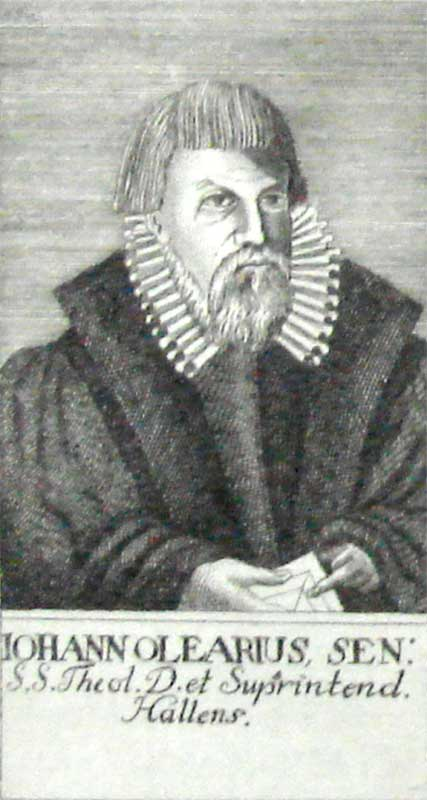
Johannes Olearius
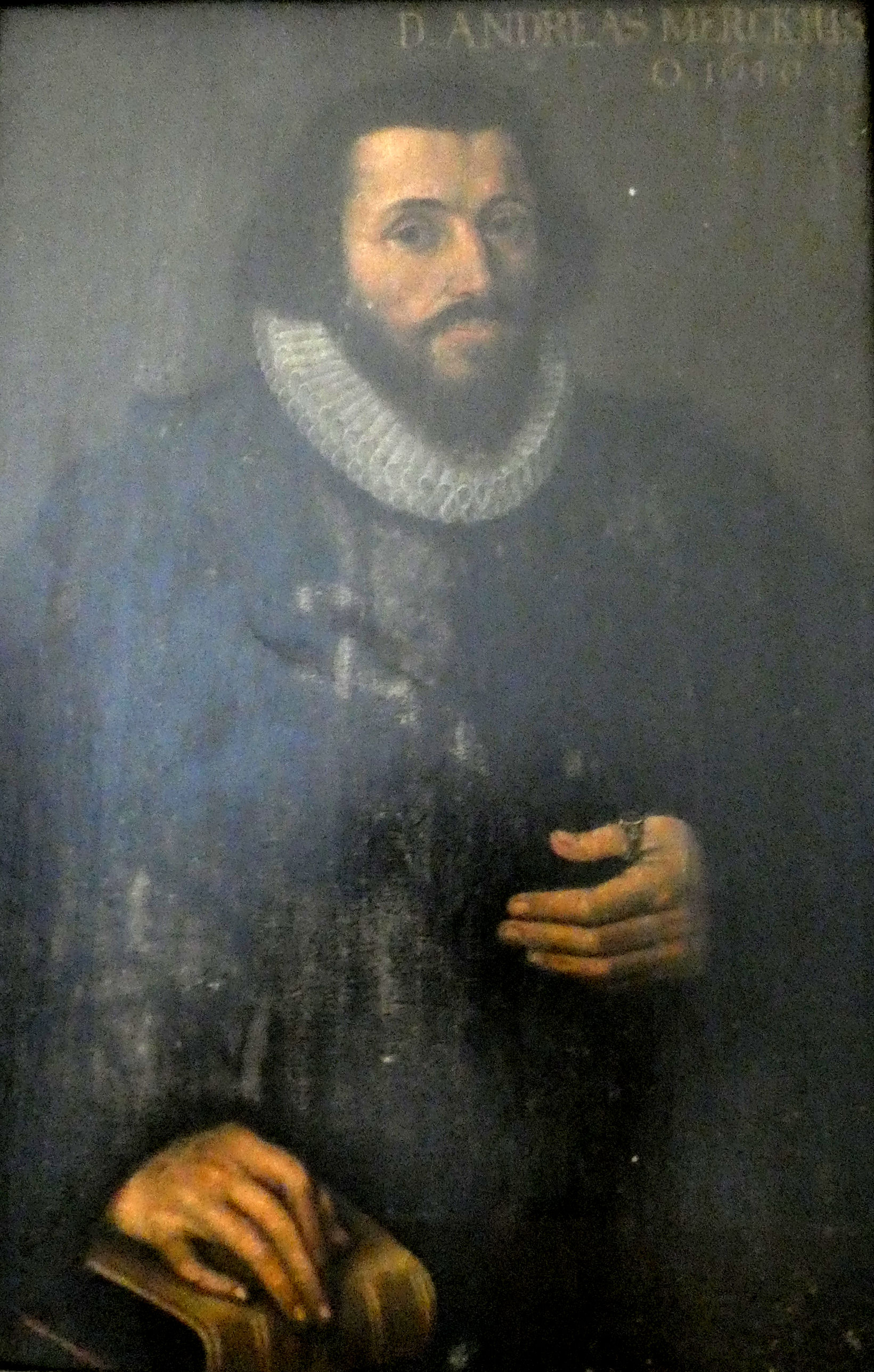
Andreas Merck
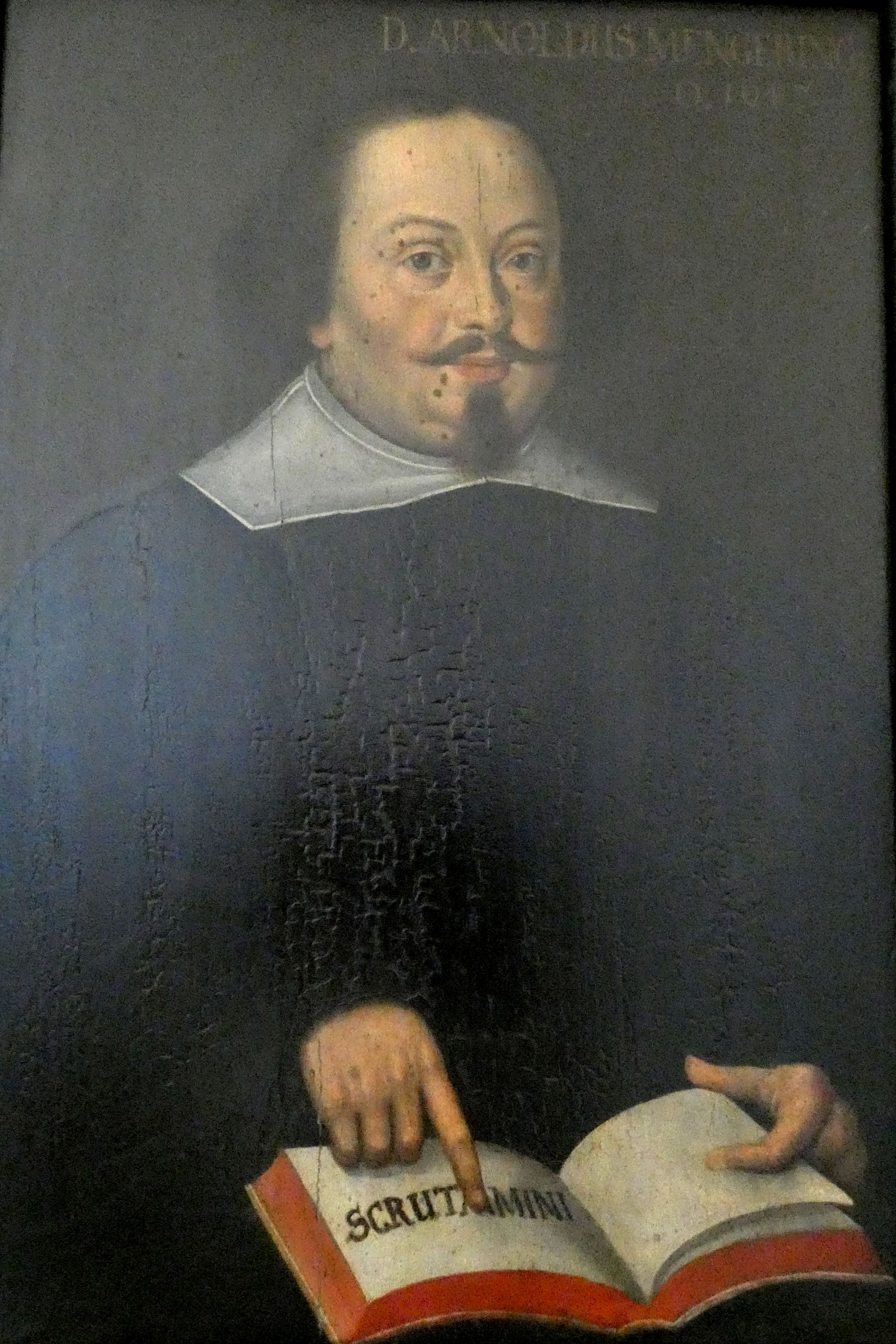
Arnold Mengering
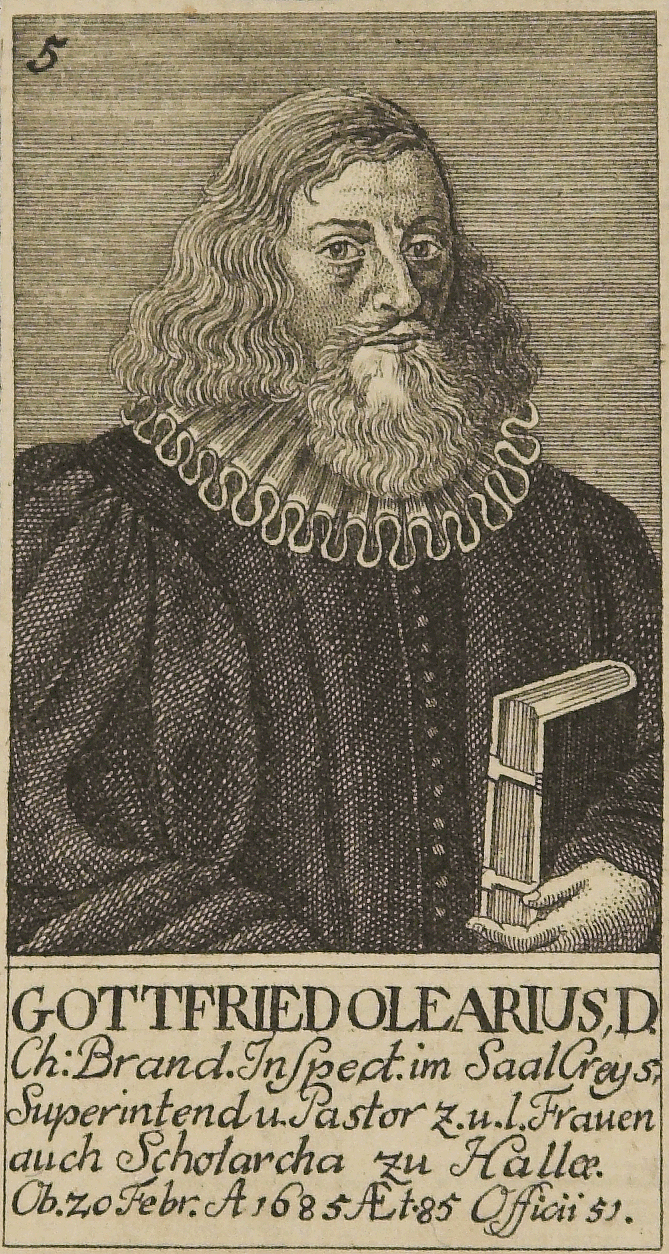
Gottfried Olearius
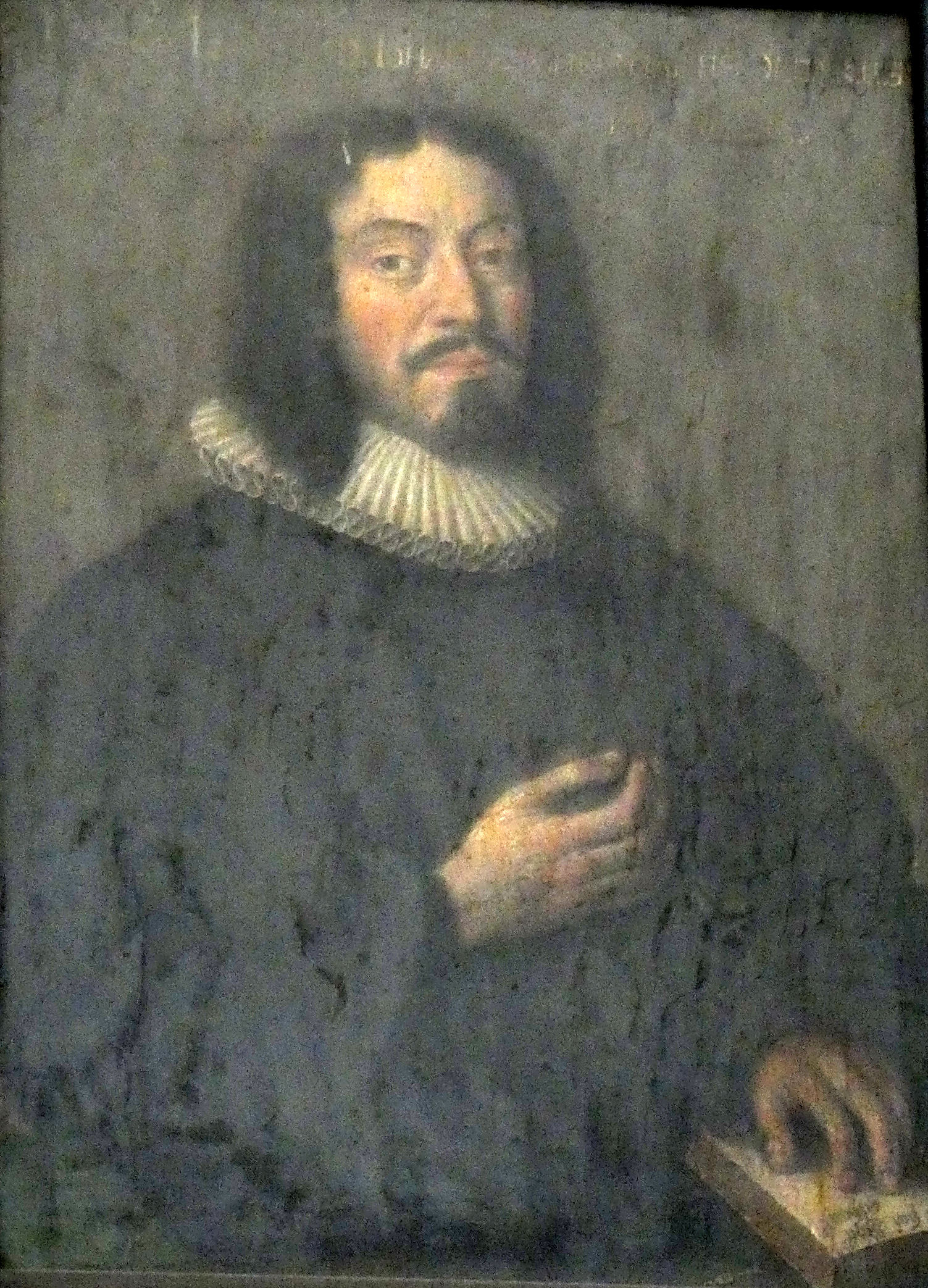
Johann Christian Olearius
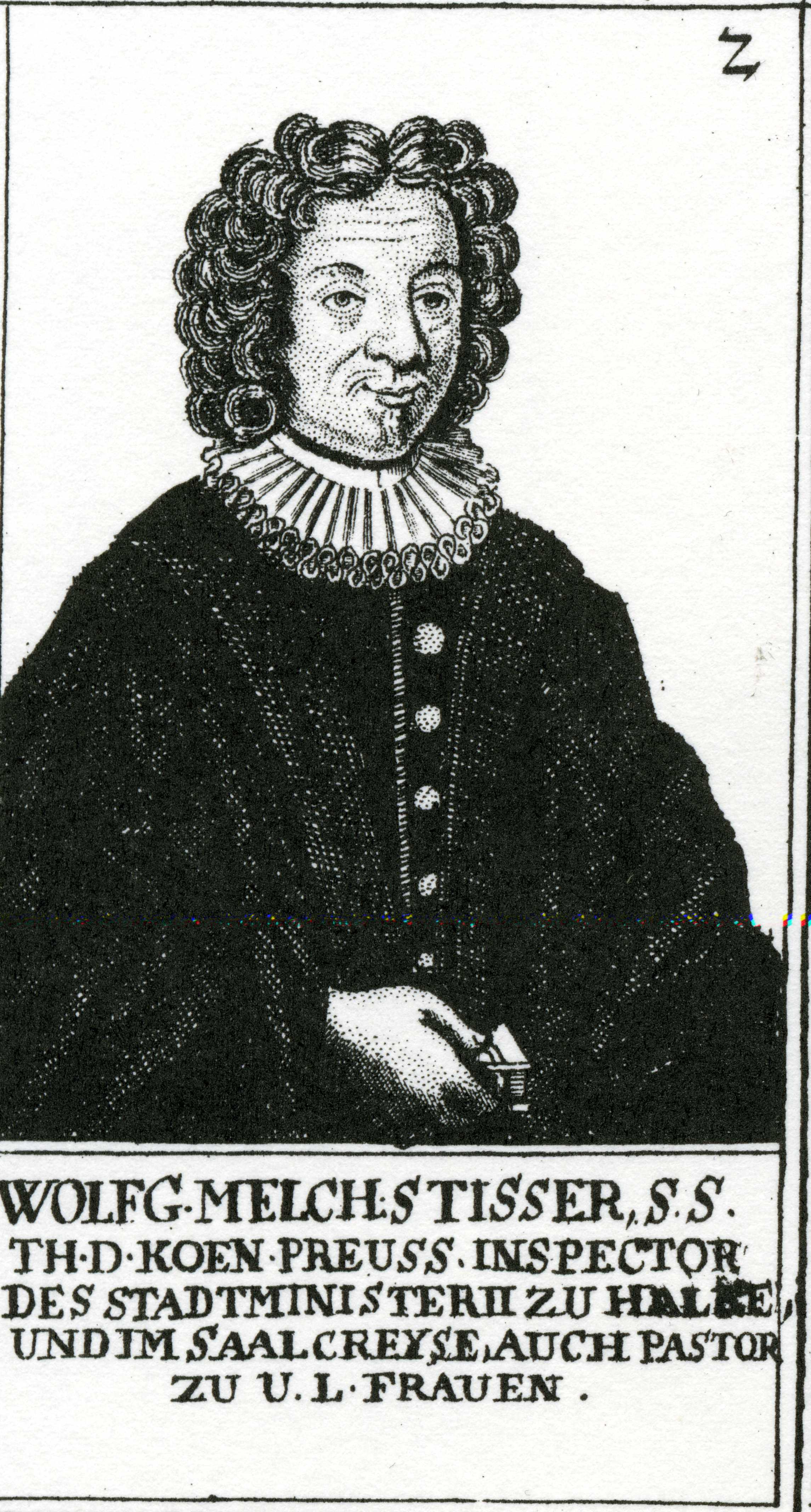
Wolfgang Melchior Stisser
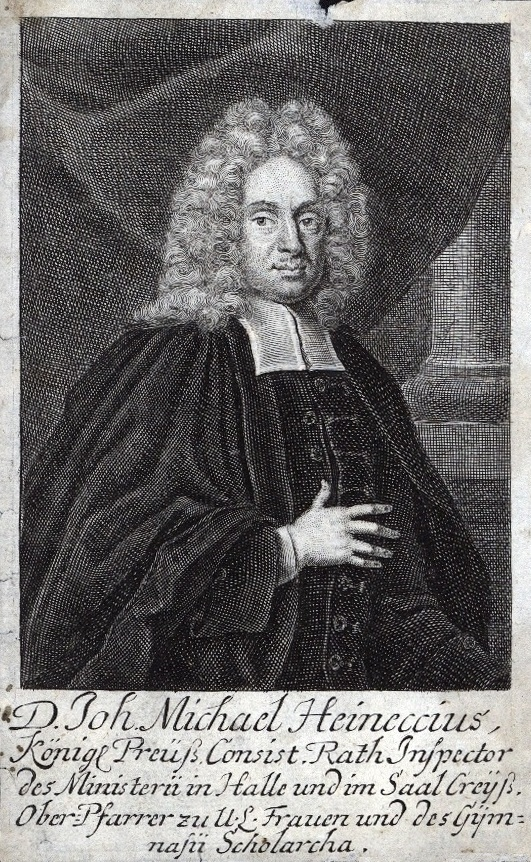
Johann Michael Heineccius
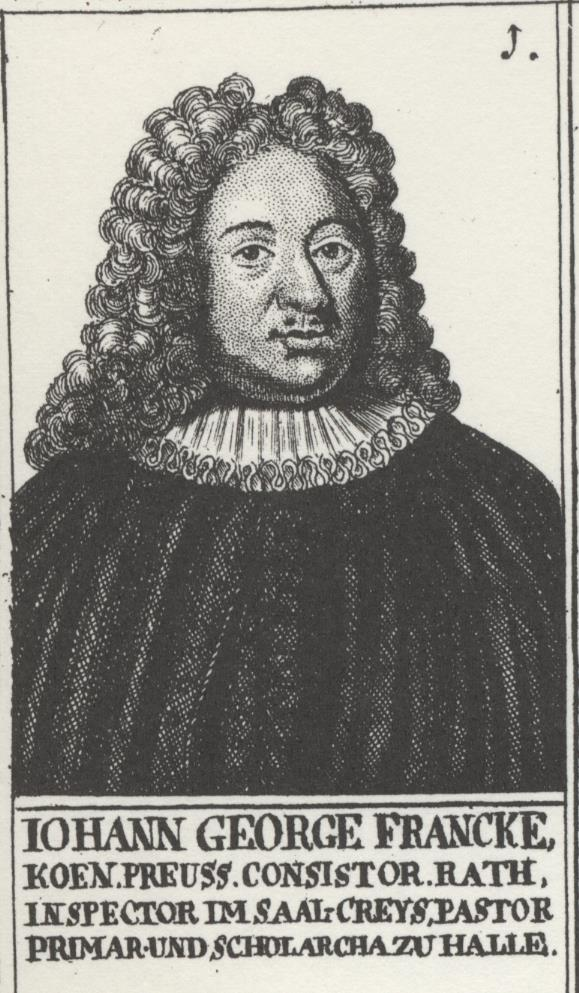
Johann Georg Franck
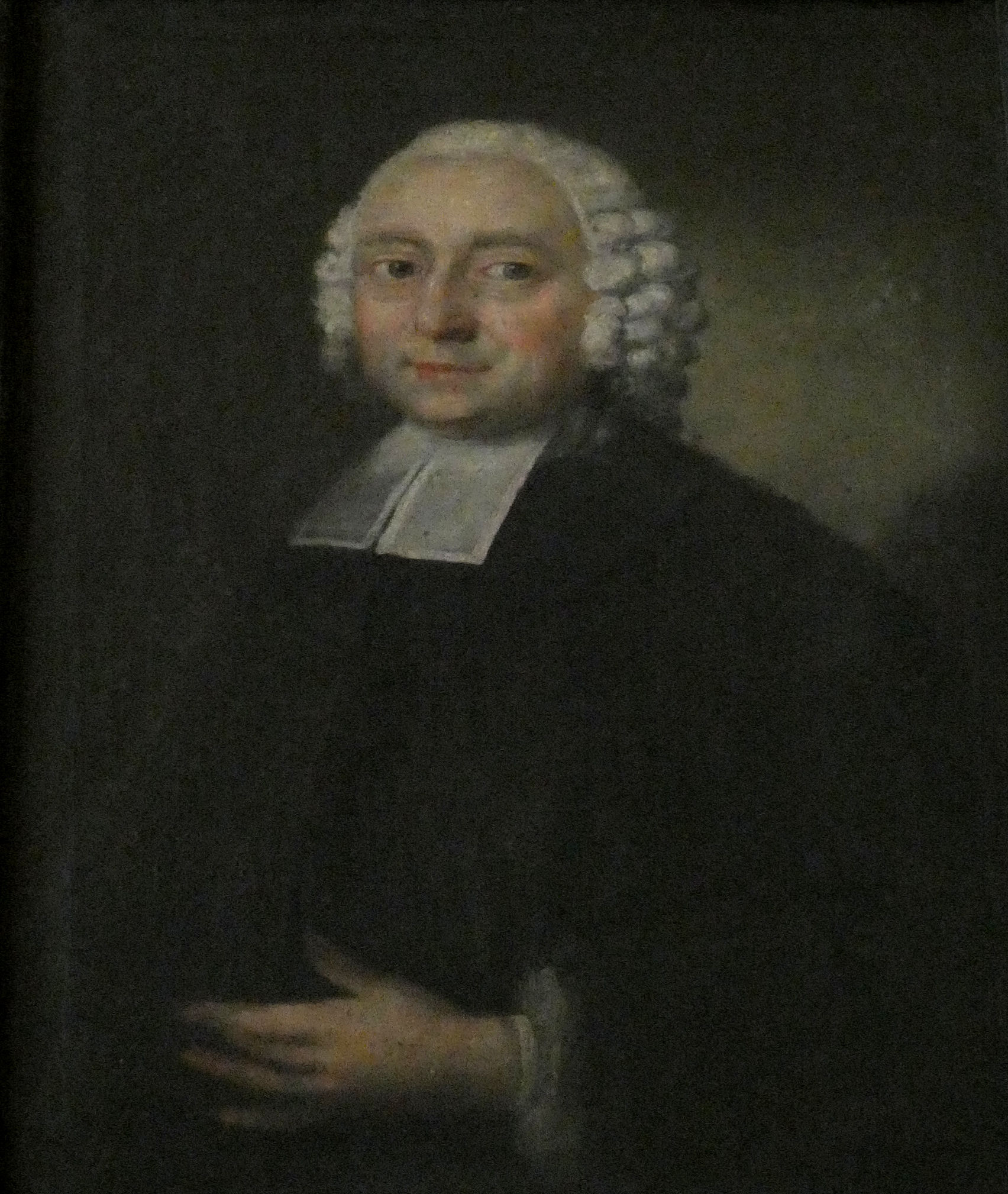
Georg Ludwig Herrnschmidt
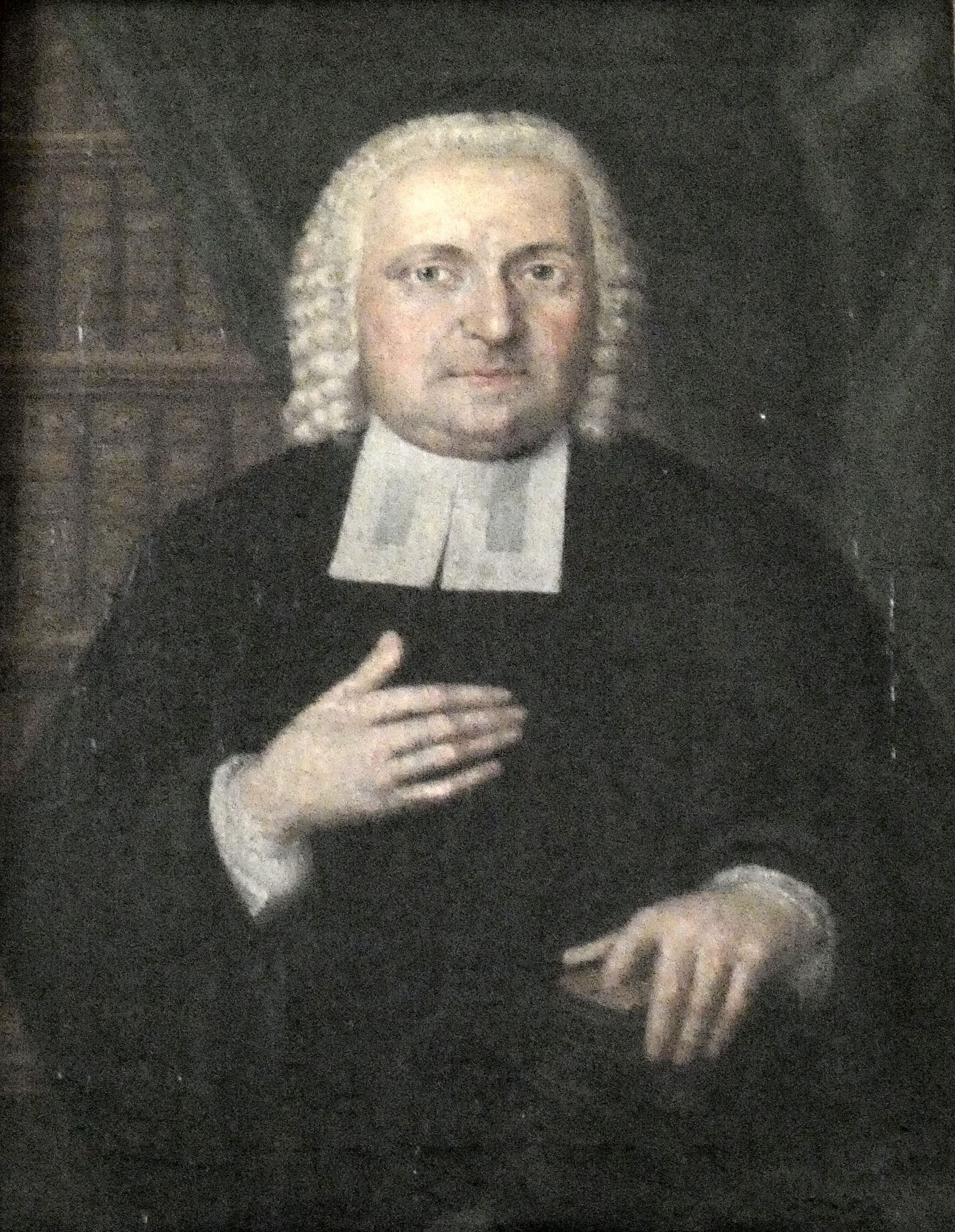
Friedrich Eberhard Rambach
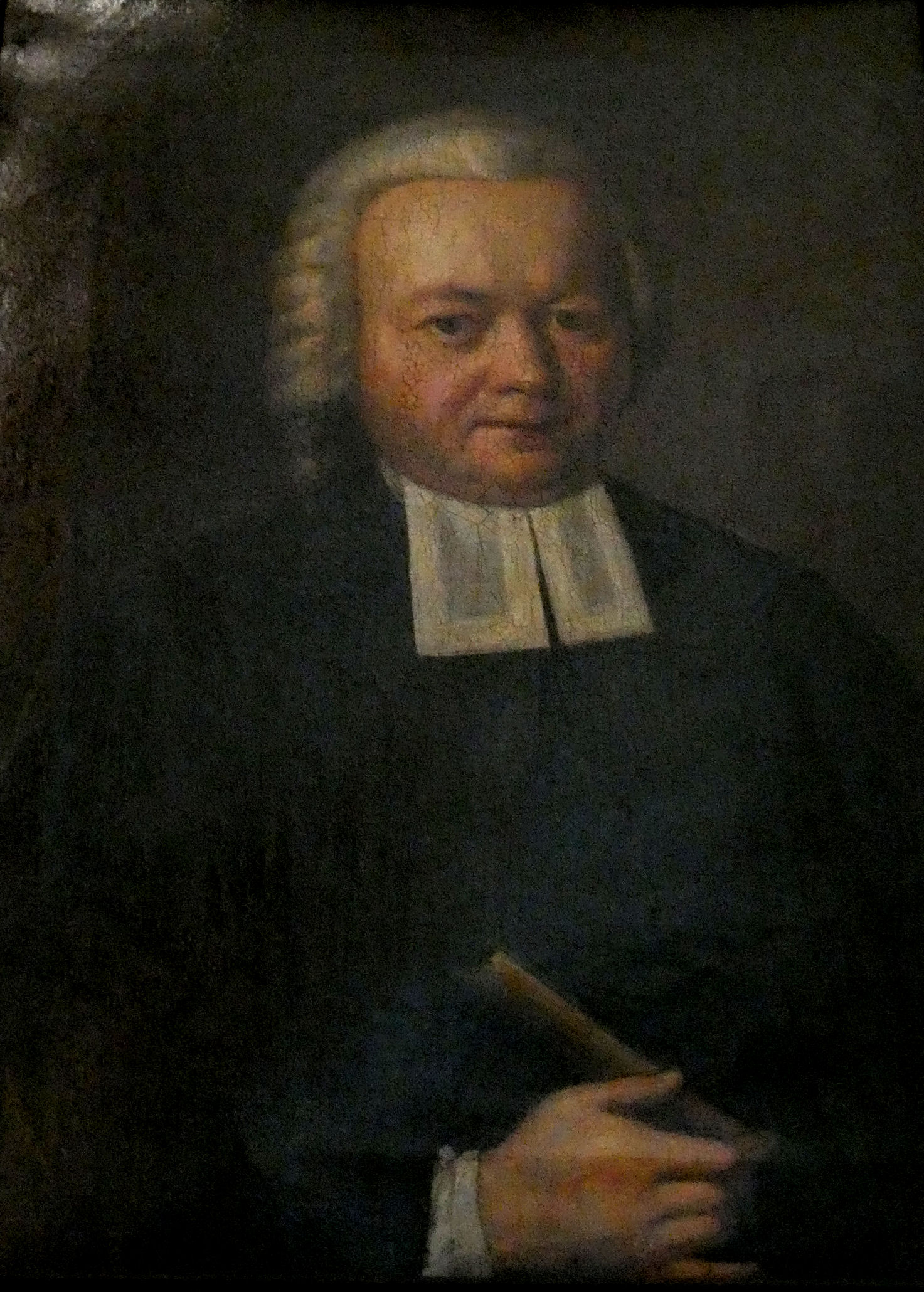
Carl Tobias Jetzke
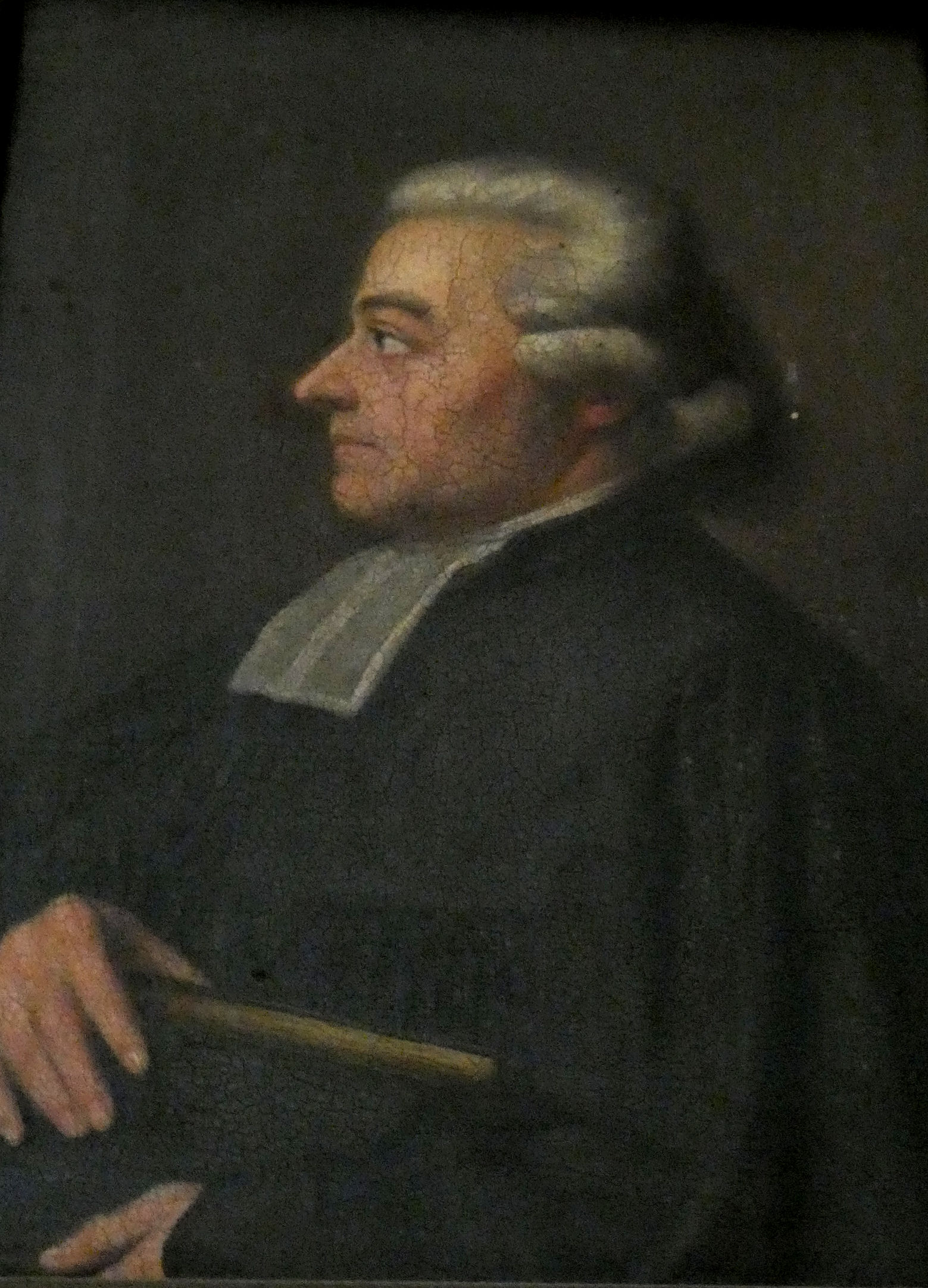
Georg Christian Erhard Westphal
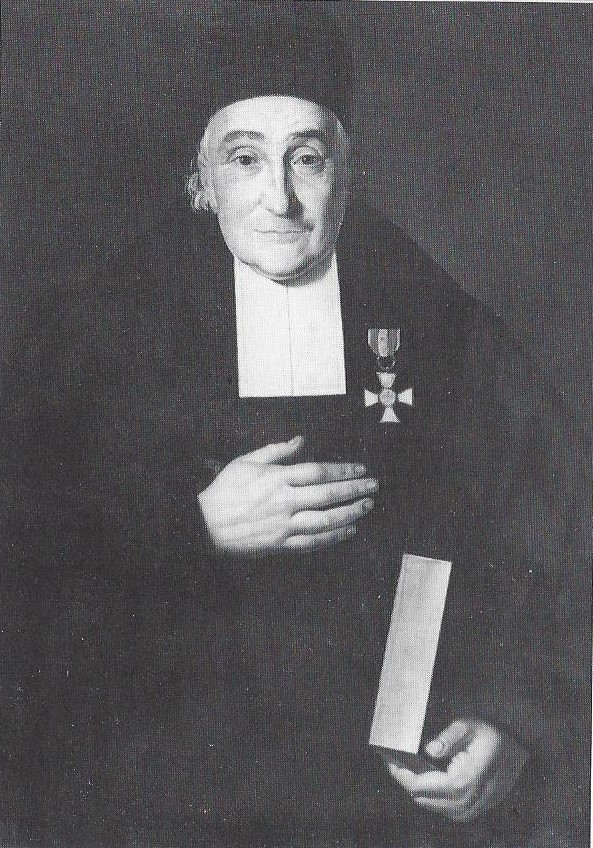
Heinrich Balthasar Wagnitz
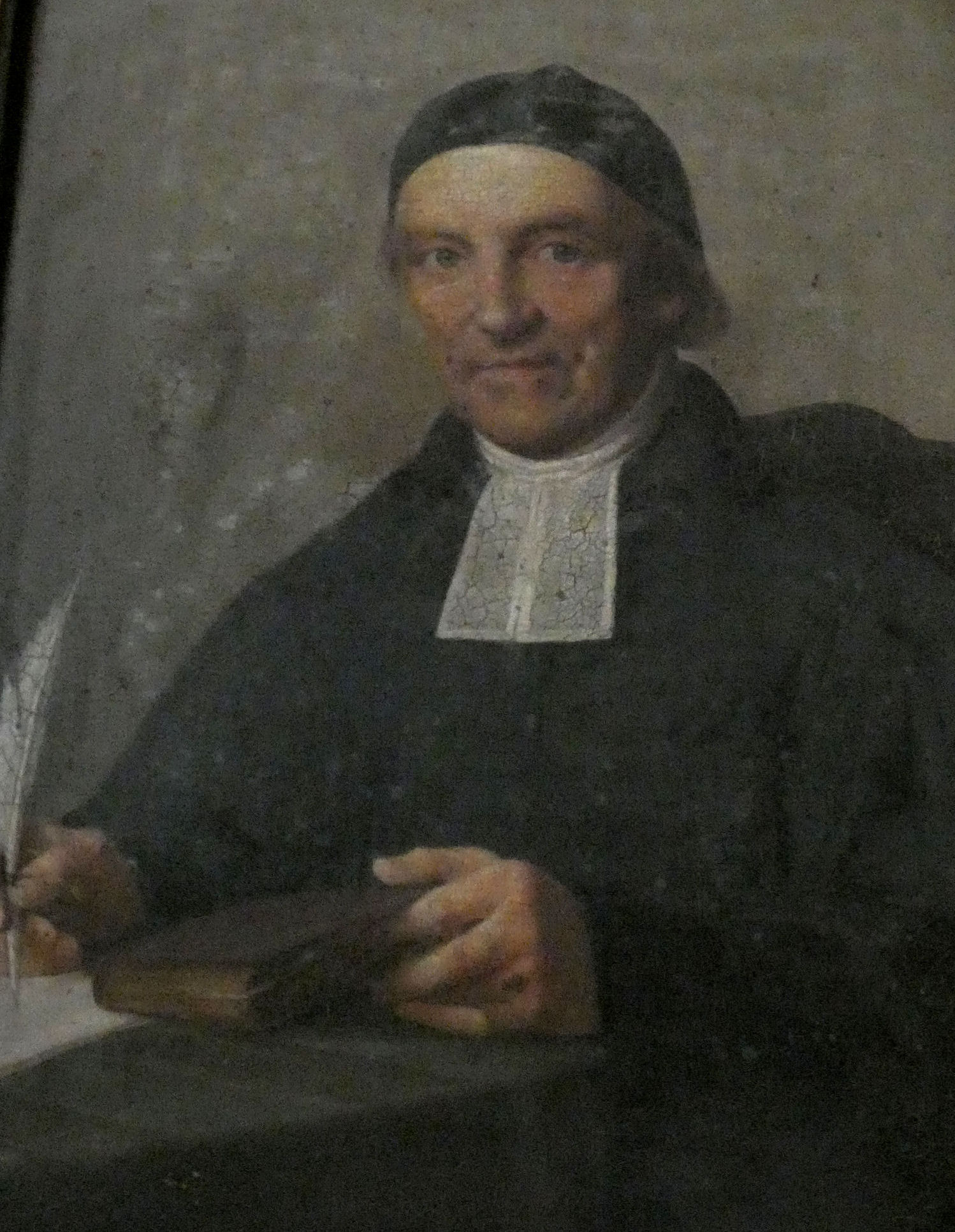
Fürchtegott Christian Fulda
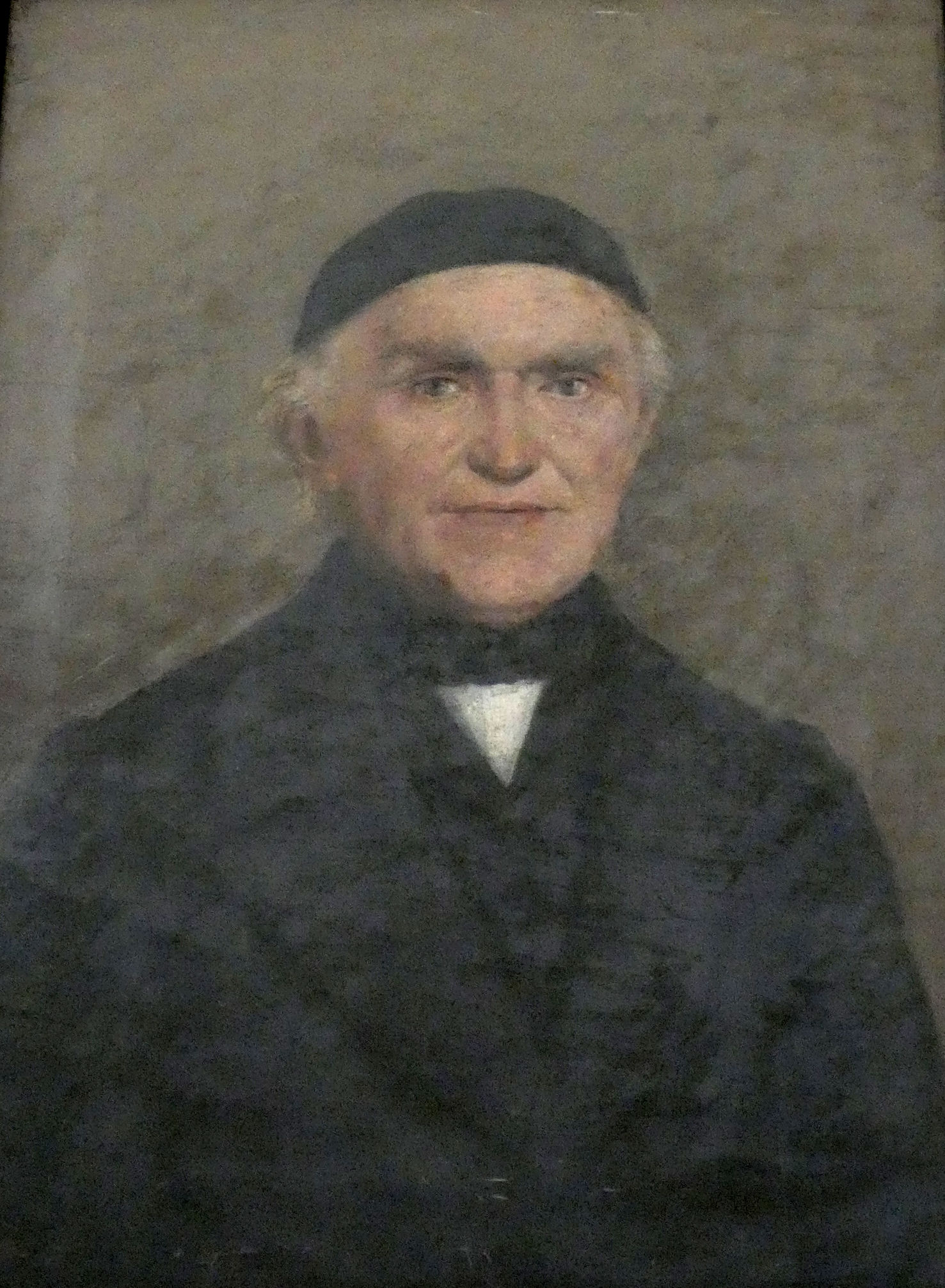
Carl Christian Leberecht Franke
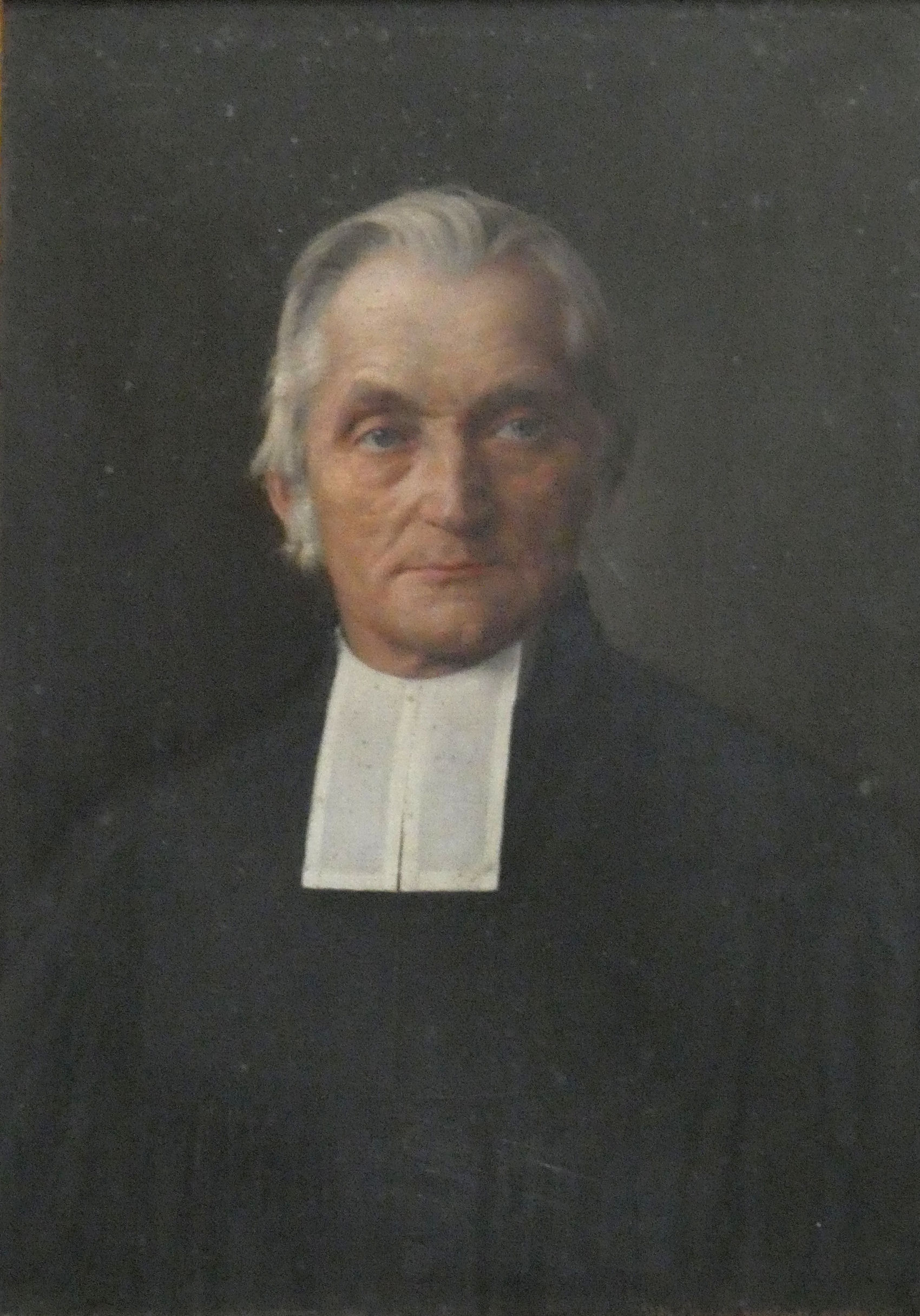
Hermann Ludwig Dryander
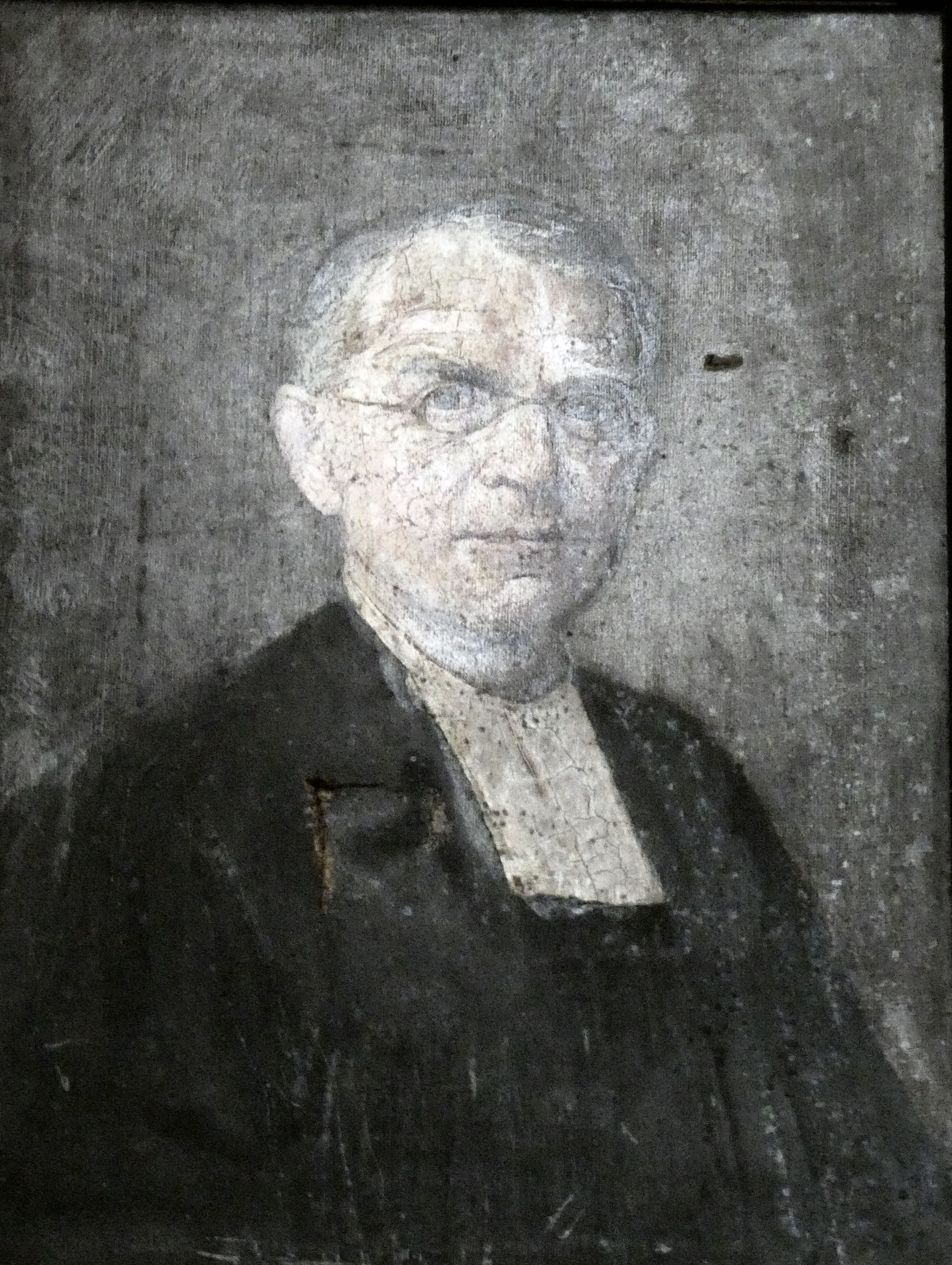
Franz Theodor Förster

## Pfarrer
- Friedrich Wilhelm Otto Hasse, 1926–1958
- Walter Kawerau, 1928–1946
- Martin Schellbach, 1939–1954
- Georg Helbig, 1947–1954
- Horst Koehn, 1954–1980
- Martin Zeim, 1954–1976
- Ingeborg Schneider, 1971–1979
- Gerhard Begrich, 1977–1982
- Barbara Kappe, 1979–1987
- Brigitte Stamm, 1981–1986
- Hartmut Scheurich, 1983–1991
- Gottfried Arlt, 1987–2002
- Jutta Rittweger, 1991–1994
- Harald Bartl, 1991–2016
- Sabine Kramer, 2003–2017
- Simone Carstens-Kant, 2018